# قهوة ميمون (مسلسل)
قهوة ميمون هو مسلسل جزائري فكاهي من إخراج جعفر قاسم في سنة 2012. عرض في قناة التلفزيون الجزائري في شهر رمضان. تحكي عن يوميات صاحب مقهى في الجزائر وتتناول حالة المجتمع الجزائري.

## الحلقات
1. طلاق قبل الزواج
2. الأنصار
3. حداد اجباري
4. مطعم الرجمة
5. ممنوع التدخين
6. عيد زواج سعيد
7. القائمة
8. ميسي في قهوة ميمون
9. المتسولة
10. شاي حامة
11. الملاكم
12. 8 مارس في قهوة ميمون
13. متموتشينو
14. نسيبي الوزير
15. دروس الخصوصية
16. الإشاعة
17. تاريخ قهوة ميمون
18. قهوة ورغوة
19. أيام رمضان
20. الباهي يرث

## الممثلون
- مصطفى هيمون
- نورة بن زراري
- كاميليا بن دريسي
- عبير بوجلال
- محمد ينينة
- لينا إبراهيم
- رضا عينين
- عنتر بوضياف
- تير الهادي
- زهير بوزرار
- رضوان جعواني